# Група армій

Позначення групи армій, фронту в НАТО

Гру́па а́рмій (нім. Heeresgruppe, англ. army group) — вище оперативно-стратегічне об'єднання сухопутних військ на театрі воєнних дій в Збройних силах деяких держав; відповідає поняттю фронт.
Група армій як форма об'єднання сухопутних військ і як орган управління ними виникла наприкінці 1914 — початку 1915, під час 1-ї світової війни, в англо-французькій і німецькій арміях.
Під час  Другої світової війни 1939—1945 років  сухопутні війська Вермахту об'єднувалися в декілька груп армій (на радянсько-німецькому фронті їх було 3—5), до складу кожної групи армій входили 2—4 польові армії і засоби посилення. З 1942 у Вермахті існували також  армійські групи (нім. Armeegruppe) — тимчасові об'єднання зазвичай з двох армій, що виконували завдання на якому-небудь операційному напрямку.
Англо-американські війська на західноєвропейському театрі воєнних дій в 1944—45 об'єднувалися в 3 групи армій, які називалися армійськими групами. У післявоєнний час в Збройних силах США і в об'єднаних Збройних силах НАТО в склад Групи армій входять польові армії, окремі армійські корпуси та інші з'єднання сухопутних військ.
З групою армій, як правило, взаємодіє об'єднане тактичне авіаційне командування або тактичне авіаційне командування.